# Зурабян, Левон Арамович
Лево́н Ара́мович Зурабя́н (арм. Լևոն Զուրաբյան; род. 9 марта 1964, Ереван, Армянская ССР) — армянский политический деятель, депутат парламента Армении (с 2012 года), заместитель председателя партии «Армянский национальный конгресс» (с 2013 года).

## Образование
Родился в 1964 году в Ереване в  семье  учёного-биолога Арама Зурабяна и киносценариста Агнессы Севунц; внук прозаика Гарегина Севунца и поэтессы Шогик Сафьян. Окончил среднюю школу № 55 им. Чехова в Ереване.  В 1985 году окончил физический факультет Ереванского Государственного Университета, после чего продолжил образование в аспирантуре Ереванского Института физики. В 1989–1991 годах работал в том же Институте в качестве научного сотрудника, занимался проблемами квантовой теории поля струн.  С 1988 года – один из активистов Армянского Общенационального Движения, входил в состав  так называемых «конституционных групп», уполномоченных со стороны Движения заниматься контактами и разъяснительной политической  работой  среди депутатов тогдашнего Верховного Совета Армянской ССР. В  2000 году окончил факультет международных отношений и государственного управления Колумбийского Университета в США, где получил научную степень магистра по специальности Международные отношения.   

## Деятельность в администрации президента РА
В 1991–1998 годах работал в администрации Первого Президента Республики Армения Левона Тер-Петросяна  в качестве  помощника Президента по вопросам связей с  различными государственными  структурами, политическими силами и  неправительственными организациями  в Армении, а также политических контактов  на уровне СНГ. С 1994 года занимал также должность  пресс-секретаря. Подал в отставку в 1998 году – одновременно  с  Левоном  Тер-Петросяном.

## Деятельность в качестве эксперта
В 2001–2004 гг. руководил  группой по связям  с общественностью  в  представительстве занимающейся развитием рынка капитала консалтинговой компании  IBM/Прайсвотерхаускуперс в  Армении. С 2005–2007 г. являлся аналитиком авторитетной международной экспертной организации Международная Кризисная Группа, занимающейся анализом конфликтов и предоставлением консультаций по их разрешению. Находясь на этой должности, Левон Зурабян внёс существенный вклад в подготовку опубликованных «Международной Кризисной Группой» отчётов по проблеме  Нагорно-Карабахского и Южно-Осетинского конфликтов. В составе этой организации он также  занимался проблемами армянского и азербайджанского национальных меньшинств в Грузии.

## Деятельность в период Президентских выборов и событий 1-го марта 2008 года
Во время президентских выборов 2008 года Левон Зурабян являлся одним из девяти членов центрального предвыборного штаба Левона Тер-Петросяна и занимался, в основном, вопросами внешних связей, а также сотрудничества с другими оппозиционными политическими силами. Его более активная публичная политическая деятельность  началась  после событий 1-го марта, когда значительная часть политической команды была арестована. Со времени учреждения  Армянского Национального Конгресса  1 августа 2008 года Левон Зурабян является одной из ключевых фигур этой политической силы и соответствующей организационной структуры.

## Выборы в Национальное Собрание РА 2012 года
Левон Зурабян  занимал 5-ю строчку  в списке кандидатов  Армянского Национального Конгресса, представленного по пропорциональной системе и координировал работу предвыборного штаба Конгресса. Он также выдвигал свою  кандидатуру в депутаты по мажоритарному округу № 9. 6 мая 2012 года избран депутатом Национального Собрания по пропорциональной избирательной системе от партийного блока «Армянский национальный Конгресс».

## Личная жизнь
Левон женат на дочери прозаика и сценариста Гранта Матевосяна Шогер  Матевосян, редакторе газеты «Чоррорд Ишханутюн». В семье двое детей: дочь и сын.

## Интервью
- Предложения АНК «адресовано не только ППА»
- АНЦ готов к сотрудничеству, не претендуя на особую роль
- АНК: Коррумпированная власть в Армении становится головной болью для России